# María Elena Sarría
María Elena Sarría (María Elena Sarría Díaz; * 14. September 1954 in Cienfuegos) ist eine ehemalige kubanische Kugelstoßerin.
1974 siegte sie bei den Zentralamerika- und Karibikspielen und 1975 bei den Panamerikanischen Spielen in Mexiko-Stadt.
Bei den Olympischen Spielen 1976 in Montreal wurde sie Elfte.
1979 verteidigte sie ihren Titel bei den Panamerikanischen Spielen in San Juan und wurde Fünfte beim Leichtathletik-Weltcup in Montreal. Im Jahr darauf kam sie bei den Olympischen Spielen in Moskau auf den elften Platz.
1981 siegte sie bei den Leichtathletik-Zentralamerika- und Karibikmeisterschaften und wurde Dritte beim Weltcup in Rom. Im darauffolgenden Jahr gewann sie bei den Zentralamerika- und Karibikspielen.
1983 siegte sie zum dritten Mal in Folge bei den Panamerikanischen Spielen in Caracas und wurde Achte bei den Leichtathletik-Weltmeisterschaften in Helsinki.
Zum Abschluss ihrer internationalen Karriere gewann sie bei den Panamerikanischen Spielen 1987 in Indianapolis Silber.
1982 wurde sie US-Meisterin. Ihre persönliche Bestleistung von 20,61 m stellte sie am 22. Juli 1982 in Havanna auf.